# Podgórzyce (województwo lubuskie)
Podgórzyce (niem. Poydritz) – wieś w Polsce, położona w województwie lubuskim, w powiecie zielonogórskim, w gminie Nowogród Bobrzański.
W latach 1975–1998 miejscowość położona była w województwie zielonogórskim.

## Nazwa
W 1295 w kronice łacińskiej Liber fundationis episcopatus Vratislaviensis (pol. Księga uposażeń biskupstwa wrocławskiego) miejscowość wymieniona jest w zlatynizowanej formie Podgorzicz. W 1442 roku wzmiankowano pierwszych właścicieli dóbr w Podgórzycach, a byli nimi czterej bracia Rothenburgowie. W drugiej połowie XV stulecia dobra należały do członków rodu von Niesemeuschel. 

## Integralne części wsi
| SIMC    | Nazwa | Rodzaj     |
| ------- | ----- | ---------- |
| 0912675 | Turów | przysiółek |

## Zabytki
Do wojewódzkiego rejestru zabytków wpisany jest:
- kościół w ruinie, z XIV wieku, XVII wieku. W Podgórzycach już w wieku XIV istniał kamienny kościół, ale dopiero w 1535 roku wzmiankowano o nim pierwszy raz. Jak głosi tradycja, świątynia miała być zbudowana z fundacji księcia Henryka Brodatego i jego żony Jadwigi. Należała do ewangelików w czasach reformacji. Kościół został w dużym stopniu zniszczony w okresie wojny trzydziestoletniej[4]. Podlegał parafii w Słocinie jako katolicka świątynia. Wieżyczka na dachu przetrwała do 1688 roku, a po jej zapadnięciu wiszące w niej dzwony wywieziono do Słociny. Na ołtarzu znajdowała się figura Matki Boskiej z Dzieciątkiem[4]. W zdewastowanym wnętrzu znajdowała się także wyszczerbiona posadzka ceglana, ambona oraz obraz, który przedstawiał zawarcie przed Jadwigą w 1214 roku na wzgórzu w Podgórzycach ugody między zwaśnionymi braćmi: Henrykiem II i Konradem. Fakt ten miał upamiętnić wzniesienie świątyni. Dziś we wsi można oglądać ruinę kościoła, murowanego z kamieni polnych i rudy darniowej. Była to salowa budowla, zamknięta trójbocznie od wschodu, a od strony południowej z dostawioną kruchtą. Otwory okienne i wejściowe miały kształt ostrołukowy. W XX wieku w południowo-zachodnim narożniku stanęła ceglana dzwonnica zwieńczona czterospadowym hełmem[4].

## Turystyka
W Podgórzycach ma swój początek pieszy czarny szlak turystyczny „Od Bobru do Odry”. Przechodzi on dalej przez zachodnią część Zielonej Góry, przecinając Odrę i kierując się w kierunku jeziora Niesłysz.